# Wet Season
Wet Season (en chino, 热带雨) es una película dramática coming-of-age de Singapur de 2019 de Anthony Chen. En la película, un profesor y un estudiante de la escuela secundaria de Singapur forman una relación especial y autoafirmativa. La película está protagonizada por Yeo Yann Yann y Koh Jia Ler. Recibió críticas positivas y se lanzó el 28 de noviembre de 2019 en Singapur.
La película está escrita, producida y dirigida por Anthony Chen. Es su segundo largometraje después de Ilo Ilo en 2013 por el que ganó la Caméra d'Or en el Festival de Cine de Cannes. La película reúne a la actriz Yeo Yann Yann y al actor Koh Jia Ler después de su primera colaboración en Ilo Ilo. La película también está protagonizada por Christopher Lee y Yang Shi Bin.
Recibió seis nominaciones en la 56.ª edición de los Premios Caballo de Oro, incluyendo Mejor Película, Mejor Director y Mejores Actores de Reparto para Koh Jia Ler y Yang Shi Bin. Finalmente ganó el premio a la Mejor Actriz Protagónica para Yeo Yann Yann.
La película también se estrenó el 31 de enero de 2020 en Taiwán, el 12 de marzo de 2020 en Malasia y el 4 de junio de 2020 en Hong Kong. Fue seleccionada como la entrada de Singapur a la Mejor Película Internacional en la 93.ª edición de los Premios Óscar, pero no fue nominada.

## Argumento
Ling (Yeo Yann Yann), una profesora de chino de Malasia de casi 30 años, y su esposo Andrew (Christopher Lee) luchan por concebir a través de la fertilización in vitro. Ling también tiene que cuidar a su suegro postrado en cama (Yang Shi Bin), que ha sufrido un derrame cerebral y no puede hablar, mientras que Andrew a menudo está ausente de casa. Ling ve a un ginecólogo en una clínica para informarle que tiene dos folículos maduros. Afuera, encuentra a Kok Wei Lun (Koh Jia Ler), un estudiante que está enamorado de ella, con muletas debido a las heridas sufridas por sus entrenamientos de wushu. Ling se ofrece a enviar a Wei Lun a casa y se entera de que sus padres están en el extranjero por negocios y él vive solo.
Ling ofrece una clase de recuperación para estudiantes seleccionados, pero se fueron cuando Ling sale temporalmente de la escuela para encontrarse con su hermano que vende durian. Ling regresa a clase con una bolsa de durians que le ofreció su hermano y descubre que solo queda Wei Lun, un acto ridiculizado por sus compañeros de clase. Ling y Wei Lun comparten los durianes en el salón de clases y su relación se profundiza. Wei Lun comienza a consultar con frecuencia a Ling para recibir clases de recuperación y, finalmente, va a su casa y se encuentra con el suegro de Ling mientras deambula descuidadamente por su casa. Wei Lun invita a Ling, quien trae a su suegro, para que lo apoye en una competencia nacional de wushu. En la competencia, Wei Lun gana el primer lugar y una medalla de oro. El trío celebra visitando la tienda de durian del hermano de Ling y sus lazos se profundizan, formando una familia.
Finalmente, el suegro de Ling muere mientras duerme. En su velorio, los primos políticos de Ling deciden que deben vender la propiedad de su padre muerto y ella descubre que Andrew la está engañando con otra mujer con un hijo, que han venido a presentarle sus respetos. Ling, solo y sin apoyo, envía a Wei Lun a su casa. Ling sube a la casa de Wei Lun para cuidar su nariz sangrante en su dormitorio, donde la obliga a tener relaciones sexuales. Ling cede ante los avances sexuales de Wei Lun, y Wei Lun comienza a iniciar un contacto físico más inapropiado con ella. Ling se vuelve reticente con Wei Lun, quien comienza a acecharla con frecuencia y la acosa en el transporte público después de que choca su auto como resultado de sus acciones precipitadas. El director de la escuela finalmente descubre el asunto después de que Wei Lun se vio atrapado en una pelea con dos compañeros de escuela, quienes intentaron exponer fotos tomadas de forma encubierta de Ling en su teléfono. El director, que espera un ascenso en el Ministerio de Educación, aconseja a Ling que se tome un descanso del trabajo para evitar complicar su ascenso.
Ling, enviando a Wei Lun a casa en su auto por última vez, le informa que no pueden continuar con la aventura. Wei Lun, con el corazón roto, deja el auto, lo que hace que Ling lo persiga hasta el campo abierto bajo la lluvia. Wei Lun abraza entre lágrimas a Ling, quien le dice que se acostumbre al rechazo. Ling y Andrew se divorcian. El abogado de Andrew destacó una cláusula adicional que estipula que Andrew no tendrá responsabilidades paternas en caso de que Ling quede embarazada a través de su esperma congelado. Ling declara que no los usará y le desea lo mejor a Andrew con su nueva pareja. Se separan.
Habiendo descubierto que está embarazada a través de una prueba de embarazo espontánea, Ling experimenta una gama de emociones encontradas en su apartamento, ahora despojado de sus muebles, que pronto será vendido. Regresa a su ciudad natal en Taiping, Malasia, y ayuda a su madre a tender la ropa. Ella se para afuera, mirando el sol que nunca llegó mientras estaba en Singapur.

## Reparto
- Yeo Yann Yann como Ling
- Koh Jia Ler como Wei Lun
- Christopher Lee como Andrew
- Yang Shi Bin como suegro

## Producción
La película es el segundo largometraje de Anthony Chen, seis años después de su primera película Ilo Ilo, que se estrenó en 2013. El desarrollo de Wet Season tomó seis años, con Chen tomando tres años para escribir el guion y otro año para el casting. La película reúne a la actriz malaya Yeo Yann Yann y al actor singapurense Koh Jia Ler, que anteriormente protagonizó Ilo Ilo. El rodaje tuvo lugar en Singapur en mayo de 2018 y terminó ese mismo mes. Las escenas con lluvia se filmaron principalmente con máquinas de lluvia, y la secuencia crítica final requirió un elaborado sistema de montaje junto con máquinas de lluvia elevadas por un motor de construcción.

## Lanzamiento
La película tuvo su estreno mundial en el Festival Internacional de Cine de Toronto el 8 de septiembre de 2019 como parte del programa Platform Prize. La película también sirvió como película de apertura del Festival Internacional de Cine de Singapur el 21 de noviembre de 2019. Se proyectó en muchos festivales de cine, incluido el Festival de Cine de Asia Oriental de Londres, el Festival Internacional de Cine de El Cairo y la 56.ª edición del Festival de Cine Golden Horse.
La cadena de cine local Golden Village Pictures adquirió los derechos de distribución y estrenó la película en Singapur el 28 de noviembre de 2019. Se estrenó el 31 de enero de 2020 en Taiwán, el 19 de febrero de 2020 en Francia y el 12 de marzo de 2020 en Malasia.

## Recepción

### Respuesta crítica
En el sitio web del agregador de reseñas Rotten Tomatoes, Wet Season tiene una calificación del 82% basada en 22 reseñas, con una calificación promedio de 7.6/10 . El consenso crítico del sitio dice: "Wet Season utiliza el doloroso surgimiento de una mujer hacia la autodeterminación para examinar de manera crítica, y fascinante, el equilibrio de poder en las relaciones".
Jordan Mintzer de The Hollywood Reporter elogió la película por retratar la división de clases decapitada de Singapur, los problemas sociales y las actuaciones de los dos protagonistas. Pero criticó su ritmo con la relación de Wei Lun y Ling y dijo que "... la película se toma su precioso tiempo para llegar allí".
Escribiendo para ScreenDaily, Allan Hunter destacó la fortaleza del director en el "manejo delicado de relaciones complejas" y habló sobre las capas extravagantes que los personajes de Wei Lun y Ling tienen entre sí. Alissa Simon de Variety dio una crítica positiva, destacando los problemas sociales y los temas maduros, así como la cinematografía y la música de Sam Care.

### Reconocimientos
La película obtuvo seis nominaciones y ganó un premio en la 56.ª edición de los Golden Horse Awards . Fue nominado a Mejor Largometraje, Mejor Director, Mejor Guion Original (ambos Anthony Chen), dos Mejores Actores de Reparto (Koh Jia Ler, Yang Shi Bin) y Mejor Actriz en la que ganó Yeo Yann Yann.
| Premio                                  | Fecha de la ceremonia   | Categoría              | Destinatarios | Resultado |
| --------------------------------------- | ----------------------- | ---------------------- | ------------- | --------- |
| 56.ª edición de los Golden Horse (2019) | 23 de noviembre de 2019 | Mejor Largometraje     | Wet Season    | Nominada  |
| 56.ª edición de los Golden Horse (2019) | 23 de noviembre de 2019 | Mejor director         | Anthony Chen  | Nominado  |
| 56.ª edición de los Golden Horse (2019) | 23 de noviembre de 2019 | Mejor actriz principal | Yeo Yann Yann | Ganadora  |
| 56.ª edición de los Golden Horse (2019) | 23 de noviembre de 2019 | Mejor actor de reparto | Koh Jia Ler   | Nominado  |
| 56.ª edición de los Golden Horse (2019) | 23 de noviembre de 2019 | Mejor actor de reparto | Yang Shi Bin  | Nominado  |
| 56.ª edición de los Golden Horse (2019) | 23 de noviembre de 2019 | Mejor guion original   | Anthony Chen  | Nominado  |